# Лука Марроне
Лука Марроне (італ. Luca Marrone, нар. 28 березня 1990, Турин) — італійський футболіст, захисник, півзахисник клубу «Лекко» та, в минулому, молодіжної збірної Італії.

## Клубна кар'єра
Народився 28 березня 1990 року в місті Турині. Вихованець юнацьких команд футбольних клубів «Ювентус» та «Ласкаріс».
У дорослому футболі дебютував 2009 року виступами за команду клубу «Ювентус», в якій провів один сезон, взявши участь лише у 2 матчах чемпіонату. 
Своєю грою за цю команду привернув увагу представників тренерського штабу клубу «Сієна», до складу якого приєднався 2010 року на правах оренди. Відіграв за клуб зі Сьєни наступний сезон своєї ігрової кар'єри.
До складу клубу «Ювентус» повернувся з оренди 2011 року. Відтоді встиг відіграти за «стару сеньйору» 13 матчів в національному чемпіонаті.
2 вересня 2013 року «Ювентус» підтвердив через свій офіційний вебсайт, що придбав у «Сассуоло» половину прав на вінгера Доменіко Берарді і продав нероверді 50% на Луку Марроне, з умовою, що обидва повинні провести сезон 2013/14 у складі «Сассуоло» .
3 липня 2014 року Марроне повернувся в «Ювентус», після того як туринці викупили решту 50% контракту за 500 тисяч євро плюс Федеріко Пелузо. Лука також підписав контракт на п'ять років до 30 червня 2019 року. Проте у сезоні 2014/15 Марроне так і не провів жодного офіційного матчу за «Ювентус», хоча і став з командою володарем «золотого дубля».
Через це 8 липня 2015 року гравця було віддано в оренду в «Карпі», де він, втім, також не зміг закріпитись, зігравши лише 9 матчів в чемпіонаті, через що в січні наступного року перейшов в оренду в «Верону».
Згодом також на орендних умовах провів по одному сезону в бельгійському «Зюлте-Варегем» і друголіговому «Барі».
У серпні 2018 року повернувся до «Верони» на умовах орендної угоди, що передбачала обов'язковий викуп контракту веронським клубом.
29 серпня 2019 року «Верона», який на той час вже належав контракт гравця, віддала його в оренду до «Кротоне». Протягом сезону Марроне відіграв за цю команду 31 матч у Серії B, допомігши їй вибороти підвищення в класі до елітного італійського дивізіону. Після цього 1 вересня 2020 року «Кротоне» викупив контракт гравця. По ходу сезону 2020/21 він лишався серед основних гравців команди, утім не зумів допомогти їй закріпитися в Серії A.
Згодом два сезони відіграв за «Монцу», один у другому дивізіоні, а другий знов в еліті, утім на цьому рівні його внесок обмежився двома матчами.
«Монца» за результатами сезону 2022/23 прописку в Серії A зберегла, утім досвідчений гравець продовжив кар'єру у Серії B, перейшовши 31 серпня 2023 року до «Лекко».

## Виступи за збірні
У 2006 році дебютував у складі юнацької збірної Італії, взяв участь у 5 іграх на юнацькому рівні, відзначившись одним забитим м'ячем.
Залучався до складу молодіжної збірної Італії, разом з якою був учасником молодіжного чемпіонату Європи 2013 року. На турнірі Лука зіграв лише в одному матчі проти однолітків з Англії, а його збірна дійшла до фіналу турніру, де поступилась іспанцям. Всього на молодіжному рівні зіграв у 32 офіційних матчах, забив один гол.

## Статистика виступів

### Статистика клубних виступів
Станом на 31 серпня 2023
| Сезон               | Команда             | Чемпіонат           | Чемпіонат | Чемпіонат | Національний кубок | Національний кубок | Національний кубок | Континентальні кубки | Континентальні кубки | Континентальні кубки | Інші змагання | Інші змагання | Інші змагання | Усього | Усього |
| Сезон               | Команда             | Ліга                | Ігор      | Голів     | Ліга               | Ігор               | Голів              | Ліга                 | Ігор                 | Голів                | Ліга          | Ігор          | Голів         | Ігор   | Голів  |
| ------------------- | ------------------- | ------------------- | --------- | --------- | ------------------ | ------------------ | ------------------ | -------------------- | -------------------- | -------------------- | ------------- | ------------- | ------------- | ------ | ------ |
| 2009–10             | «Ювентус»           | A                   | 2         | 0         | КІ                 | 0                  | 0                  | ЛЧ                   | 0                    | 0                    | -             | -             | -             | 2      | 0      |
| 2010–11             | «Сієна»             | B                   | 18        | 1         | КІ                 | 1                  | 0                  | -                    | -                    | -                    | -             | -             | -             | 19     | 1      |
| 2011–12             | «Ювентус»           | A                   | 3         | 1         | КІ                 | 3                  | 0                  | -                    | -                    | -                    | -             | -             | -             | 6      | 1      |
| 2012–13             | «Ювентус»           | A                   | 10        | 0         | КІ                 | 4                  | 0                  | ЛЧ                   | 1                    | 0                    | СІ            | 0             | 0             | 15     | 0      |
| 2013–14             | «Сассуоло»          | A                   | 15        | 0         | КІ                 | 0                  | 0                  | -                    | -                    | -                    | -             | -             | -             | 15     | 0      |
| 2014–15             | «Ювентус»           | A                   | 0         | 0         | КІ                 | 0                  | 0                  | ЛЧ                   | 0                    | 0                    | СІ            | 0             | 0             | 0      | 0      |
| Усього за «Ювентус» | Усього за «Ювентус» | Усього за «Ювентус» | 15        | 1         |                    | 7                  | 0                  |                      | 1                    | 0                    |               | 0             | 0             | 23     | 1      |
| 2015-січ. 2016      | «Карпі»             | A                   | 9         | 1         | КІ                 | 4                  | 0                  | -                    | -                    | -                    | -             | -             | -             | 13     | 1      |
| січ.-черв. 2016     | «Верона»            | A                   | 12        | 0         | КІ                 | 0                  | 0                  | -                    | -                    | -                    | -             | -             | -             | 12     | 0      |
| 2016–17             | «Зюлте-Варегем»     | ЖПЛ                 | 15+10     | 0         | КБ                 | 3                  | 1                  | -                    | -                    | -                    | -             | -             | -             | 28     | 1      |
| 2017–18             | «Барі»              | B                   | 33+1      | 1         | КІ                 | 0                  | 0                  | -                    | -                    | -                    | -             | -             | -             | 34     | 1      |
| 2018–19             | «Верона»            | B                   | 23        | 0         | КІ                 | 2                  | 0                  | -                    | -                    | -                    | -             | -             | -             | 25     | 0      |
| Усього за «Верону»  | Усього за «Верону»  | Усього за «Верону»  | 35        | 0         |                    | 2                  | 0                  |                      | -                    | -                    |               | -             | -             | 37     | 0      |
| 2019–20             | «Кротоне»           | B                   | 31        | 3         | КІ                 | 0                  | 0                  | -                    | -                    | -                    | -             | -             | -             | 31     | 3      |
| 2020–21             | «Кротоне»           | A                   | 21        | 0         | КІ                 | 1                  | 0                  | -                    | -                    | -                    | -             | -             | -             | 22     | 0      |
| Усього за «Кротоне» | Усього за «Кротоне» | Усього за «Кротоне» | 52        | 3         |                    | 1                  | 0                  |                      |                      |                      |               |               |               | 53     | 3      |
| 2021–22             | «Монца»             | B                   | 18+4      | 0+1       | КІ                 | 0                  | 0                  | -                    | -                    | -                    | -             | -             | -             | 22     | 1      |
| 2022–23             | «Монца»             | A                   | 2         | 0         | КІ                 | 1                  | 0                  | -                    | -                    | -                    | -             | -             | -             | 3      | 0      |
| Усього за «Монцу»   | Усього за «Монцу»   | Усього за «Монцу»   | 20+4      | 0+1       |                    | 1                  | 0                  |                      | -                    | -                    |               | -             | -             | 25     | 1      |
| 2023–24             | «Лекко»             | B                   | -         | -         | КІ                 | -                  | -                  | -                    | -                    | -                    | -             | -             | -             | -      | -      |
| Усього за кар'єру   | Усього за кар'єру   | Усього за кар'єру   | 225       | 8         |                    | 18                 | 1                  |                      | 1                    | 0                    |               | 0             | 0             | 244    | 9      |

## Титули і досягнення
- Чемпіон Італії (3):

«Ювентус»: 2011–12, 2012–13, 2013–14
- Володар Суперкубка Італії (2):

«Ювентус»: 2012, 2013
- Володар Кубка Італії (1):

«Ювентус»: 2014–15
- Володар Кубок Бельгії (1):

«Зюлте-Варегем»: 2016–17